# 페트라스 라슬라나스
페트라스 라슬라나스(라트비아어: Petras Raslanas, 러시아어: Пётр Раслан 표트르 라슬란[*], 1914년 3월 25일~2002년 3월)는 리투아니아의 라트비아계 정치인이다.
1931년 전연방 레닌주의 청년 공산주의자 동맹(콤소몰)에 가입했다. 1938년에는 리투아니아 공산당에 가입했지만 리투아니아 정부로부터 공산주의 혁명 활동 혐의로 체포되어 징역 5년을 선고받았다.
1940년 소련이 리투아니아를 점령하면서 감옥를석방되었고 내무인민위원회(NKVD) 텔샤이 지국장을 역임했다. 1941년 6월 24일부터 6월 25일 사이에 소련 내무인민위원회가 텔샤이 인근에 위치한 라이냐이(Rainiai) 숲에서 리투아니아의 정치범들을 학살한 사건인 라이냐이 학살에 가담한 것으로 알려져 있다. 소련 종교부에서 근무했을 정도로 소련에서 고급 공무원으로 근무한 경력을 갖고 있다.
2001년 리투아니아 샤울랴이 법원은 페트라스 라슬라나스에 대한 궐석재판에서 집단살해 혐의를 적용하여 라슬라나스에게 종신형을 선고했지만 러시아 당국은 신병 인도를 거부했다. 라슬라나스는 2002년에 사망할 때까지 자유인으로 살았다.